# Kvarntjärnen (Malå socken, Lappland)
Kvarntjärnen är en sjö i Malå kommun i Lappland och ingår i Skellefteälvens huvudavrinningsområde. Sjön har en area på 0,163 kvadratkilometer och ligger 358,2 meter över havet. Sjön avvattnas av vattendraget Vågträskbäcken.

## Delavrinningsområde
Kvarntjärnen ingår i det delavrinningsområde (725066-164361) som SMHI kallar för Inloppet i Vågträsket. Medelhöjden är 362 meter över havet och ytan är 0,91 kvadratkilometer. Räknas de 5 avrinningsområdena uppströms in blir den ackumulerade arean 61,48 kvadratkilometer. Vågträskbäcken som avvattnar avrinningsområdet har biflödesordning 2, vilket innebär att vattnet flödar genom totalt 2 vattendrag innan det når havet efter 147 kilometer. Avrinningsområdet består mestadels av skog (59 procent) och sankmarker (18 procent). Avrinningsområdet har 0,21 kvadratkilometer vattenytor vilket ger det en sjöprocent på 22,7 procent.